# Ligyra erato
Ligyra erato är en tvåvingeart som beskrevs av Wray Merrill Bowden 1971. Ligyra erato ingår i släktet Ligyra och familjen svävflugor. Inga underarter finns listade i Catalogue of Life.